# Halleluja (Audio88-&-Yassin-Album)
Halleluja ist ein Musikalbum des deutschen Hip-Hop-Duos Audio88 & Yassin. Es erschien am 10. Juni 2016 über das eigene Label Normale Musik.

## Titelliste
1. Halleluja – 3:54
2. Asia Box – 3:29
3. Jammerlappen – 2:48
4. K.R.A.U.M.H (feat. Doz9) – 5:05
5. Gnade (feat. Nico) – 6:01
6. Beat Konducta Brandenburg – 2:14
7. Weshalb ich Menschen nicht mag – 2:40
8. Schellen – 3:57

## Rezeption

### Charts
Halleluja stieg auf Platz 19 der deutschen Album-Charts ein.

### Kritik
Die E-Zine Laut.de bewertete Halleluja mit vier von möglichen fünf Punkten. Aus Sicht der Redakteurin Dani Fromm stecke in dem Album „mehr Biss, mehr Herzblut, mehr ätzend in die Runde geraunzte Kritik und dreimal mehr musikalische Ideen, als viel zu viele andere für ein ganzes Doppelalbum aufbieten.“ Obwohl das Album leichter konsumierbar sei als vor der Normaler-Samt-Zeit, biedere sich das Duo nicht an den Mainstream an. Die Produzenten Torky Tork und Fid Mella des Tracks Asia Box würden nicht nur fernöstlich anmutende Gesänge unterbringen, sondern auch einen Westernanstrich „dass man überhaupt nicht mehr weiß, in welche Richtung der Cowboy gerade reitet.“ Der Produzent Dexter bringe dem Titeltrack den „Konfirmandenfreizeit-Vibe des Akustikgitarrensamples“.